# Maison Maraite
La maison Maraite est une maison classée située dans le village de Bellevaux faisant partie de la ville de Malmedy en Belgique (province de Liège).

## Localisation
Cette maison est située au no 11 du village ardennais de Bellevaux, à environ 300 m à l'ouest de l'église de la localité.  

## Historique
La maison est construite en 1592 comme l’indique l'inscription gravée sur le linteau de l’entrée : ANO. DNI 1592.

## Description
La maison Maraite est constituée, à gauche, d'un corps de logis de deux niveaux et demi et, à droite, d'étables et grange sur un niveau et demi. La construction est réalisée en colombages et torchis chaulé (pour le corps de logis) ou briques peintes (pour les étables) avec ossature en pans-de-bois. Le corps de logis se compose de quatre pièces disposées en carré par niveau. La porte d'entrée se trouve sur la travée de droite du corps de logis. La façade du corps de logis présente entre le rez-de-chaussée et le premier étage un léger encorbellement soutenu par seize poutres dont six reposent sur des consoles obliques en bois.